# Banksia oblongifolia
Banksia oblongifolia là một loài thực vật có hoa trong họ Quắn hoa. Loài này được Cav. miêu tả khoa học đầu tiên năm 1799.
Được tìm thấy dọc theo bờ biển phía đông của Úc từ Wollongong, New South Wales ở phía nam đến Rockhampton, Queensland ở phía bắc, loài này thường mọc trên đất cát ở vùng đất hoang, rừng mở hoặc rìa đầm lầy và khu vực ẩm ướt.